# سالیدروسید
سالیدروسید (به انگلیسی: Salidroside) با فرمول شیمیایی C۱۴H۲۰O۷ یک ترکیب شیمیایی با شناسه پاب‌کم ۱۵۹۲۷۸ است. که جرم مولی آن ۳۰۰٫۳۰۴ g/mol می‌باشد. 